# Lazzaretto di Milano
Il Lazzaretto di Milano (in milanese Lazaret) venne costruito tra la fine del Quattrocento e l'inizio del Cinquecento fuori da Porta Orientale, come ricovero per i malati durante le epidemie. Era costruito a forma di quadrilatero lungo 378 metri e largo 370 e occupava un'area delimitata dalle odierne via San Gregorio, via Lazzaretto, viale Vittorio Veneto e corso Buenos Aires.

## La necessità di un lazzaretto
(Alessandro Manzoni, I promessi sposi, capitolo XXXV)

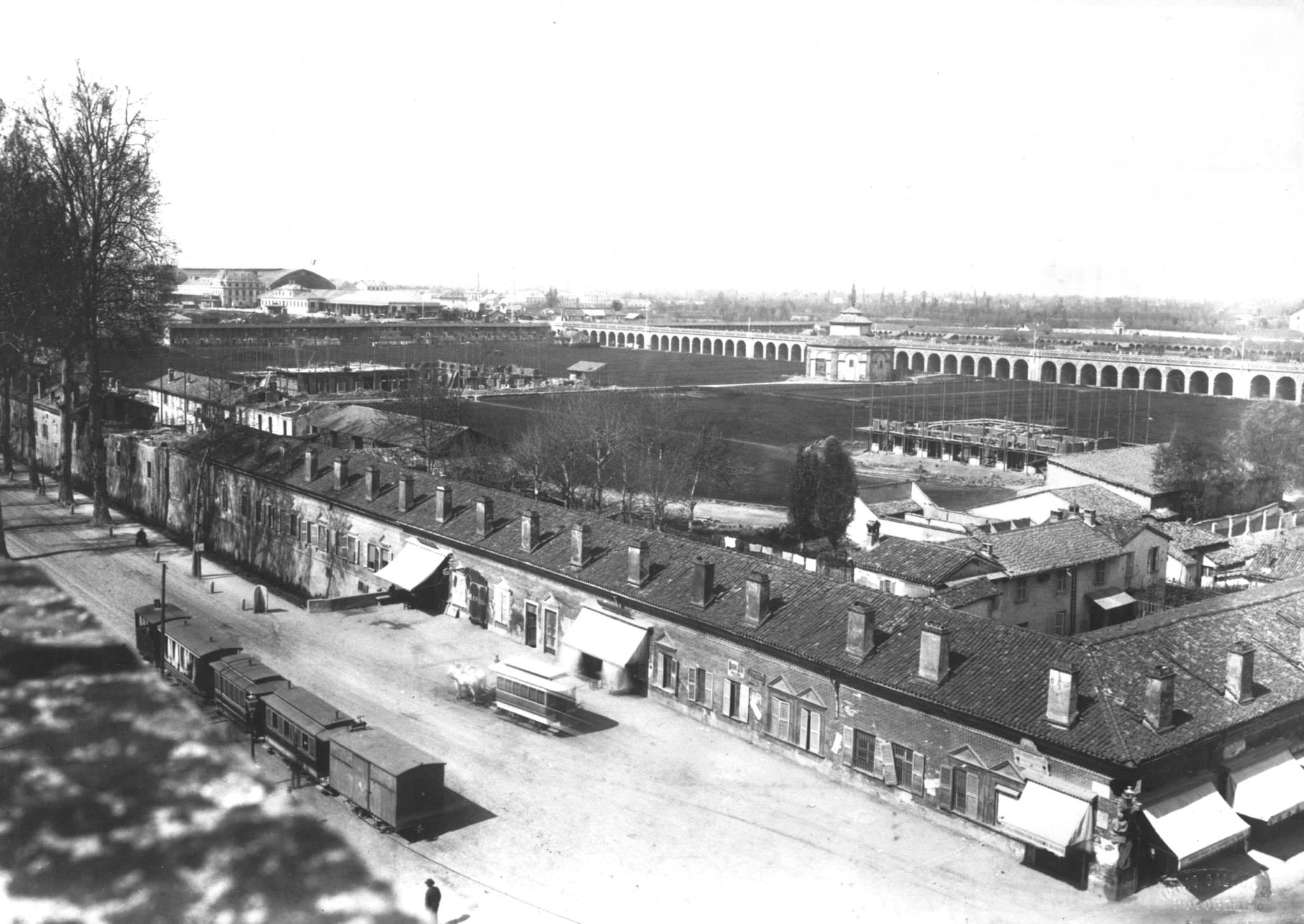
Il Lazzaretto negli anni 1880, attraversato dalla ferrovia

Tra il 1448 e il 1449, durante la Repubblica Ambrosiana, venne ipotizzata la creazione di un luogo per il ricovero dei poveri e degli infermi prima a Cusago e poi in una costruzione presso la chiesa di San Barnaba a porta Tosa; all'epoca gli infermi erano ricoverati in prossimità del Castello di Porta Giovia. Nel 1468, tra giugno e luglio, in occasione delle nozze tra Galeazzo Maria Sforza e Bona di Savoia si ha notizia del diffondersi della peste e vari nobili si trasferirono fuori città.
Nello stesso anno, con lettera del 10 agosto, il notaio Lazzaro Cairati sottopose al duca un progetto per la costruzione di un lazzaretto a Crescenzago, presso la Martesana; le acque del naviglio avrebbero circondato la struttura e avrebbero permesso di condurre gli infermi per via d'acqua. Era prevista una superficie di 400 pertiche quadrate (pari a 26 ettari) con 200 camere quadrate con lato di 8 braccia.
Ogni camera sarebbe stata isolata dalle altre e avrebbe avuto due finestre, due fori di ventilazione, un piccolo camino e una latrina; il letto sarebbe stato in paglia, in modo da poterla bruciare al momento della disinfezione. Un edificio apposito avrebbe accolto i casi sospetti, tenendoli separati dai contagiati. Erano previste anche due piccole chiese con spazi per le sepolture e una grande casa per alloggiare medici, barbieri e ufficiali. In questo progetto è notato da alcuni un influsso delle idee del Filarete.
Il duca inviò il tutto al Consiglio segreto di Milano che l'approvò, nonostante alcune proteste degli abitanti di Crescenzago; la realizzazione fu però accantonata, probabilmente per mancanza di fondi.

## Un nuovo progetto

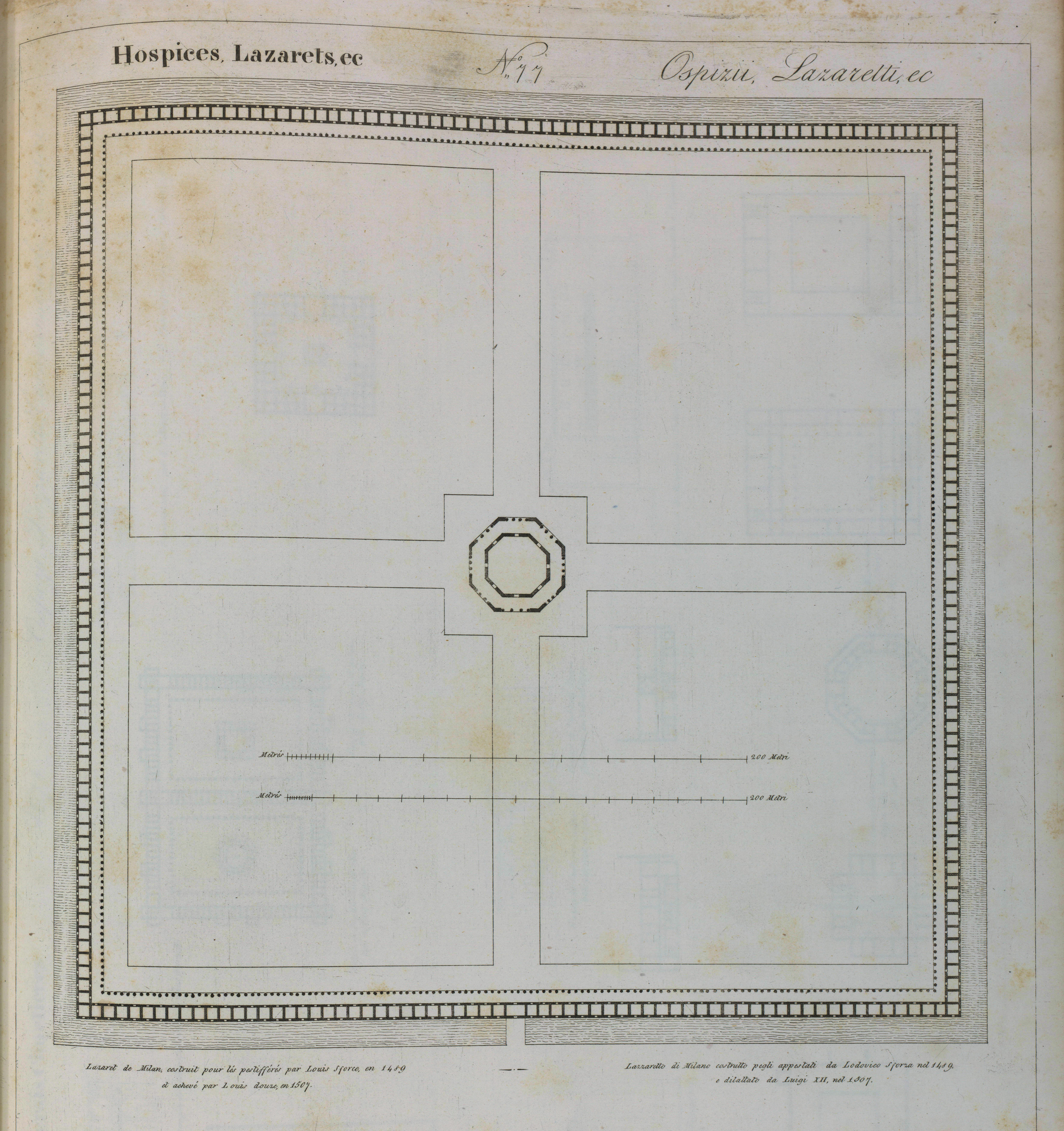
Planimetria (1833) del Lazzaretto

Nel 1485 la peste tornò a colpire a Milano e si tornò all'idea di realizzare un luogo dove isolare gli infermi.
Il 23 gennaio 1486 morì il conte Galeotto Bevilacqua che, seguendo quanto stabilito da suo zio paterno Onofrio, lasciò all'Ospedale Maggiore diverse proprietà da vendersi per realizzare un luogo per i poveri ammalati di peste; nel legato egli indicò anche la posizione della struttura fuori da Porta Orientale in prossimità della chiesa di San Gregorio (in loco et terreno Sancti Gregorii) e stabilì che si dovesse realizzare entro due anni dal suo decesso. Probabilmente la zona fu scelta dal Bevilacqua perché era già presente sul posto un ricovero legato alla chiesa di San Gregorio.
Risolte alcune controversie con gli eredi del Bevilacqua, nel 1488 l'Ospedale Maggiore ottenne 6000 ducati da impegnare per l'opera; una commissione confermò l'idoneità del luogo scelto e vennero negati timori di una possibile diffusione della pestilenza tramite aria o tramite le acque che avrebbero circondato il lazzaretto.
Venne definito anche un progetto della struttura. In totale avrebbe occupato una superficie di 200 pertiche quadrate e l'accesso sarebbe stato possibile solo attraverso un ponte levatoio; erano previste 280 camere (non separate come nel primo progetto, ma affiancate). Ogni camera, quadrata e di lato di otto braccia, avrebbe avuto:
- una finestra grande verso l'interno
- una finestra grande con inferriata verso il fossato per poter comunicare con l'esterno (furono realizzate con larghezza di due braccia e altezza di tre braccia, pari a 1,20 metri per 1,80 metri)
- un camino alla francese verso il fossato
- una latrina
- un letto in laterizio

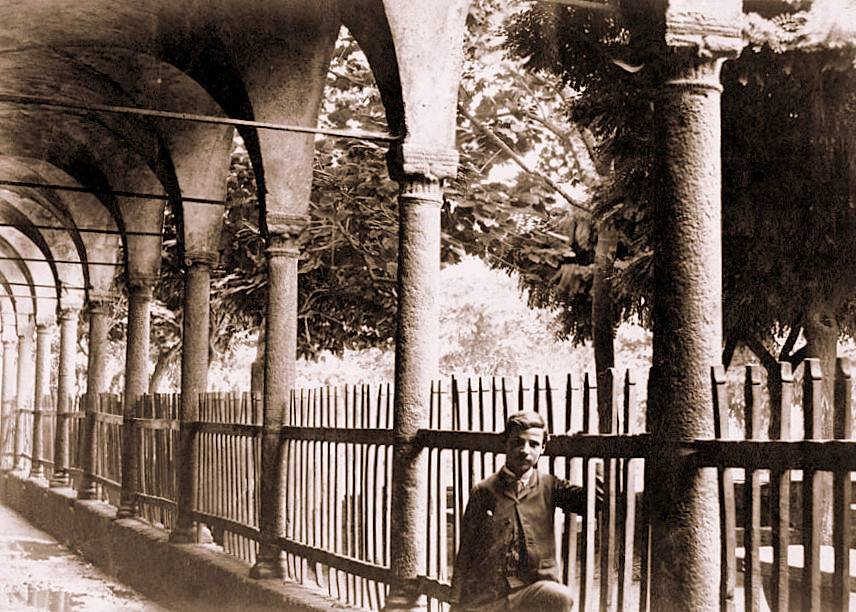
Interno del Lazzaretto di Milano nel 1880 ca.

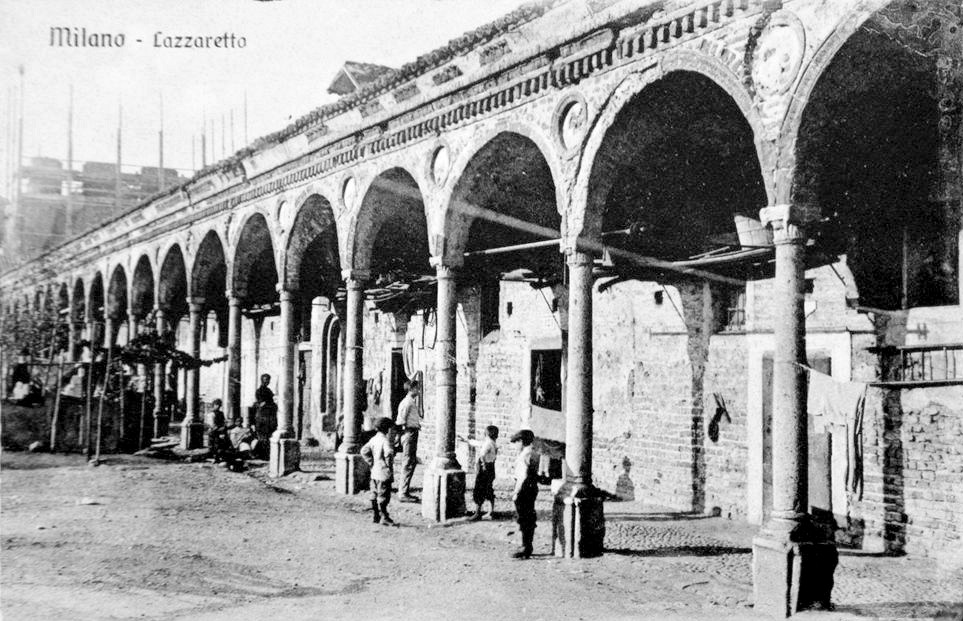
Interno del Lazzaretto di Milano nel 1880 ca.

All'esterno di ogni camera era prevista una pittura sacra. Al centro della struttura sarebbe sorta una cappella. Infine la struttura sarebbe stata divisa in quattro parti, le prime tre destinate rispettivamente agli infermi, ai risanati e ai sospetti, mentre l'ultima, posta verso la città, a medici, speziali, barbieri e altri addetti. All'ingresso sarebbero state scolpite le insegne ducali e quelle delle famiglie Parravicini, Bevilacqua, Borromeo e Trivulzio.
Il 27 giugno 1488 si diede inizio a quello che era indicato come "Edificio di Santa Maria della Sanità" (Edificium Sancte Marie Sanitatis) e il 14 novembre i lavori furono affidati ufficialmente a Lazzaro Palazzi con il compenso annuo di 50 lire imperiali. Il progetto probabilmente fu portato avanti principalmente dal notaio Lazzaro Cairati che si definiva auctore e inventore del lazzaretto.
La costruzione iniziò lentamente: nel 1497 si indicava il completamento delle fondamenta per la metà delle camere, mentre solo nel 1505 si iniziò la fornitura delle tegole. Buona parte del portico venne realizzata tra il 1507 e il 1508, anno in cui si iniziò l'imbiancatura delle camere.
Il Palazzi, malato nel 1504, morì alla fine del 1507 e nel 1508 fu sostituito da Bartolomeo Cozzi.
Tra il 1509 e il 1513 ci furono solo minimi interventi per mancanza di fondi e parte della struttura rimase incompleta; il terreno interno fu dato in affitto.
La struttura, che venne presa a paradigma per successive realizzazioni in altre città, si costituiva di un vastissimo recinto quadrato ad ingresso unico, presidiato da soldati. Tutt'attorno era circondato da un fossato riempito d'acqua, chiamato Fontanile della Sanità, che ne accresceva l'idea di isolamento ed estraneità dalla vicina Milano.
Il perimetro interno era costituito da 504 arcate, sulle quali si affacciavano 288 cellette per gli appestati (280 erano prettamente per l'internamento dei malati, mentre le restanti 4 agli angoli e 4 agli ingressi erano destinate ai servizi); ciascuna celletta aveva un'area di circa venti metri quadri, con due finestre, un camino, una latrina e pagliericci sui quali gli ammalati dormivano.

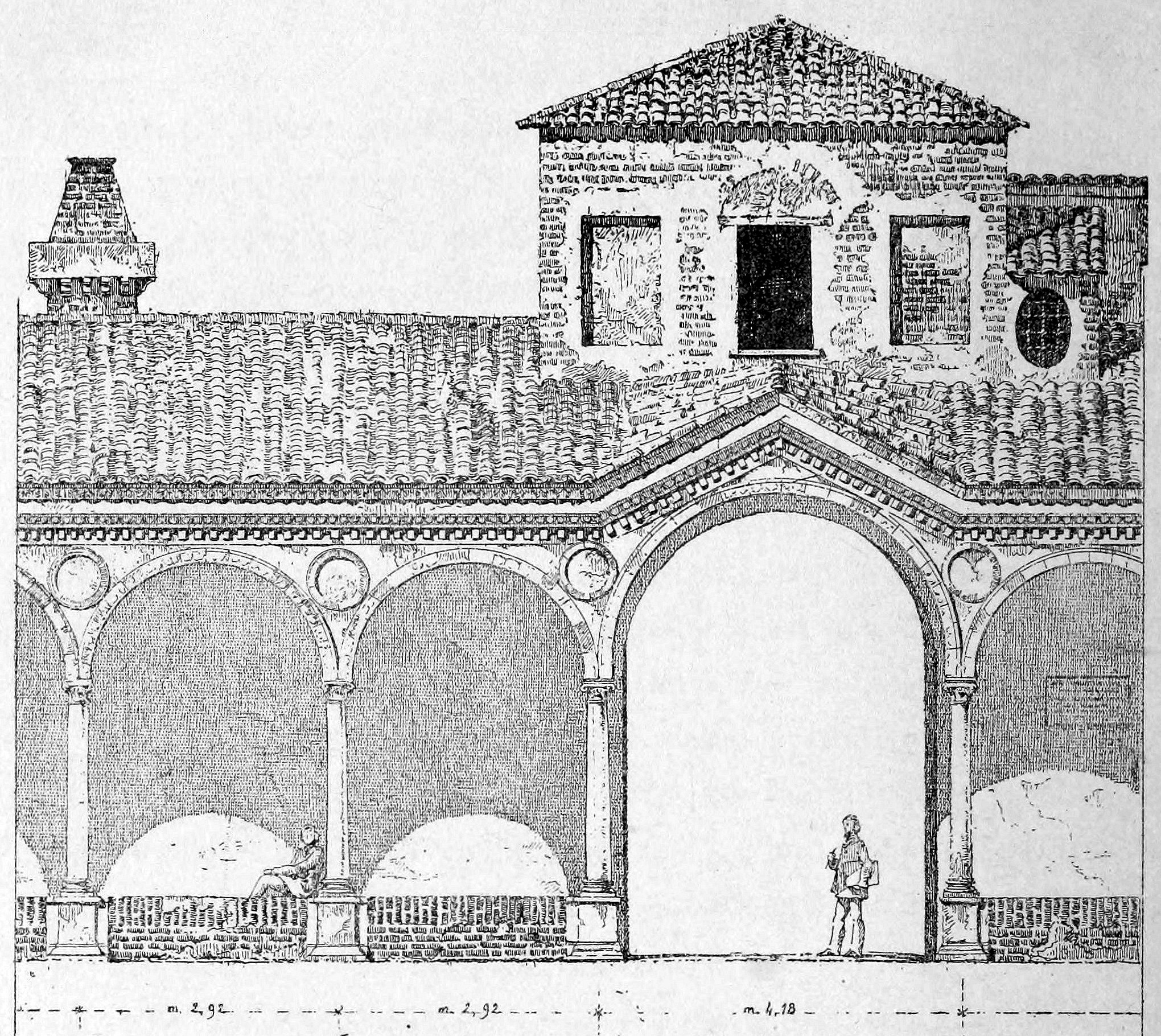
L'interno del Lazzaretto
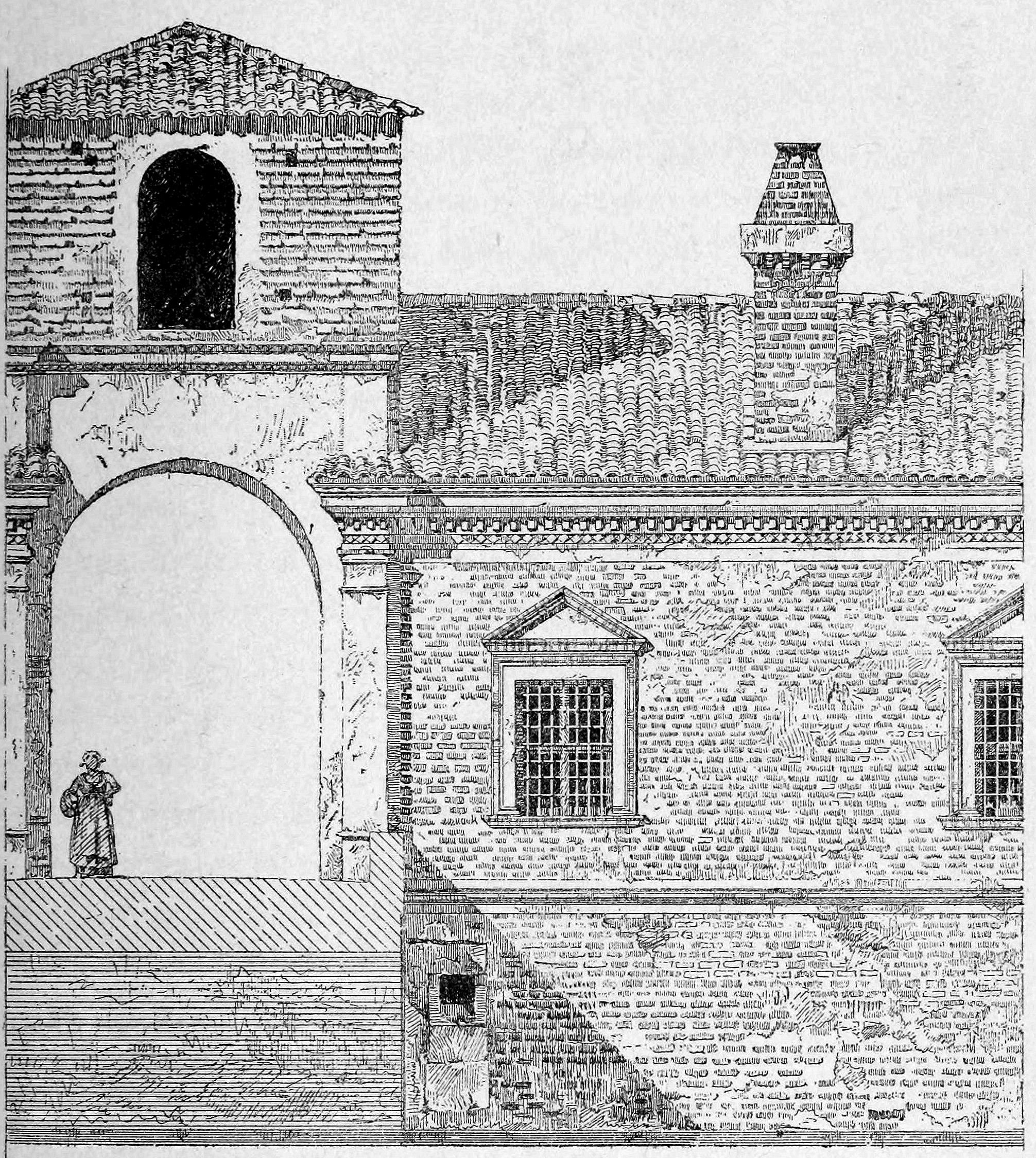
Esterno del Lazzaretto e porta di accesso
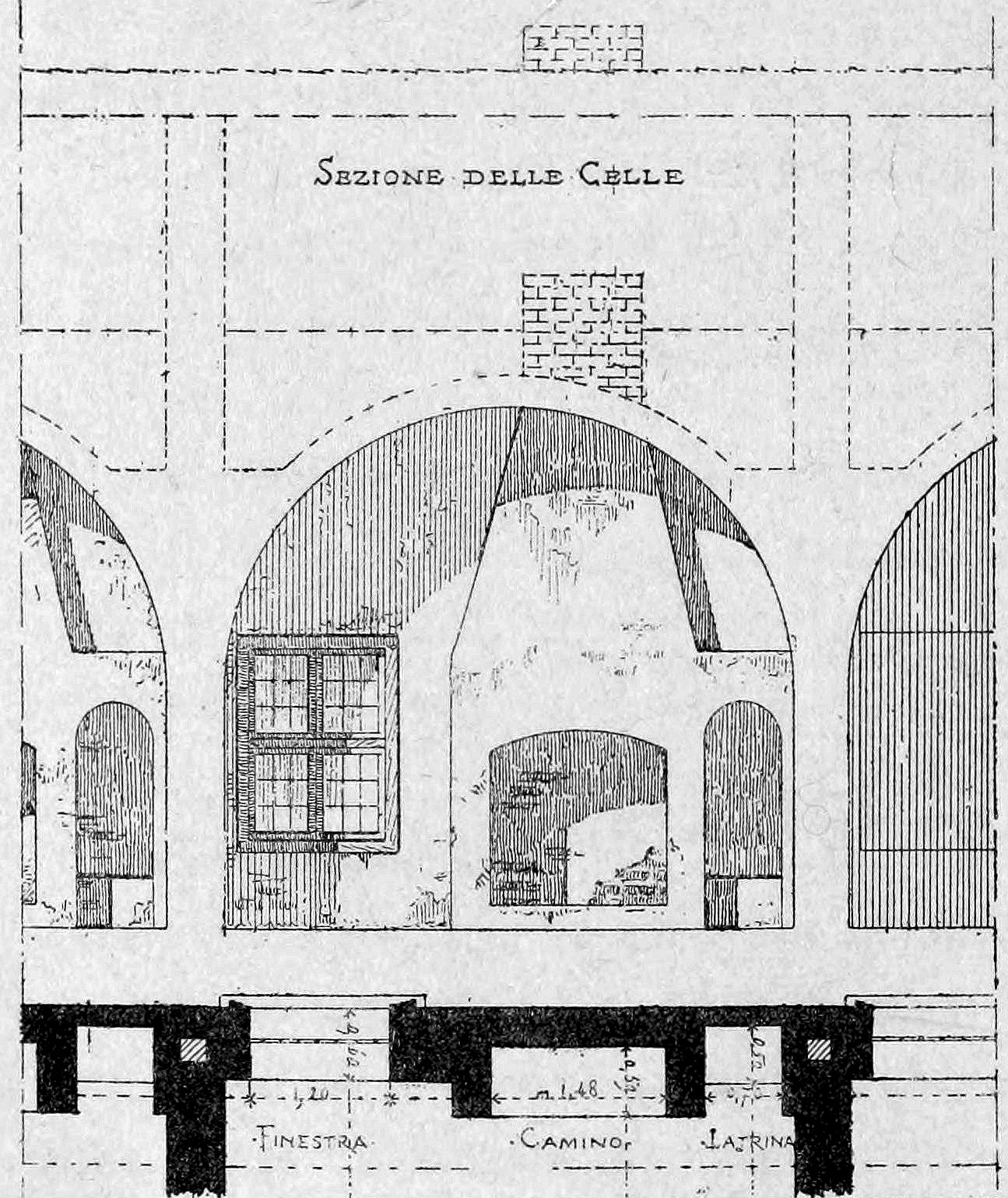
Sezione delle celle
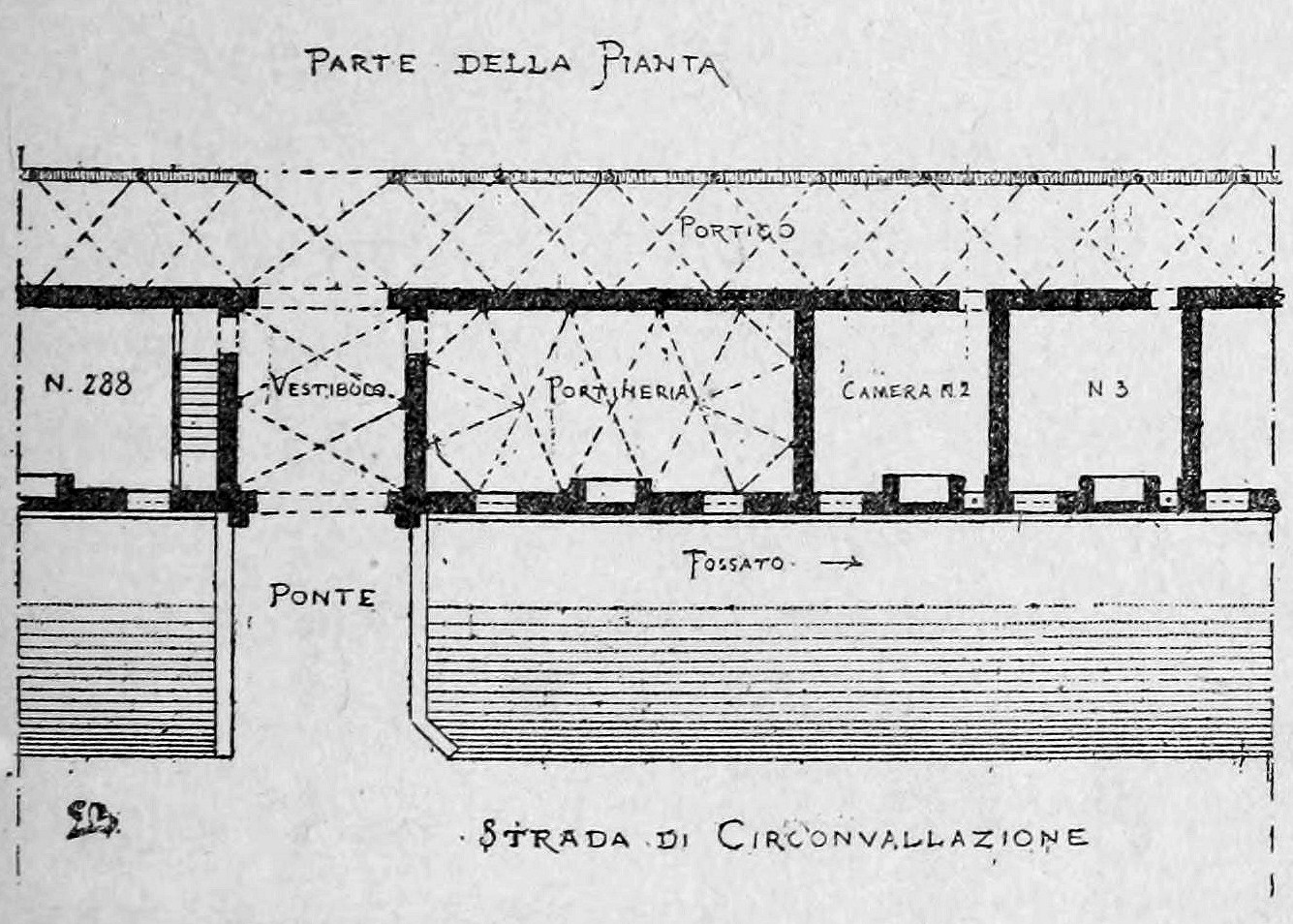
Parte della pianta

## Le pestilenze

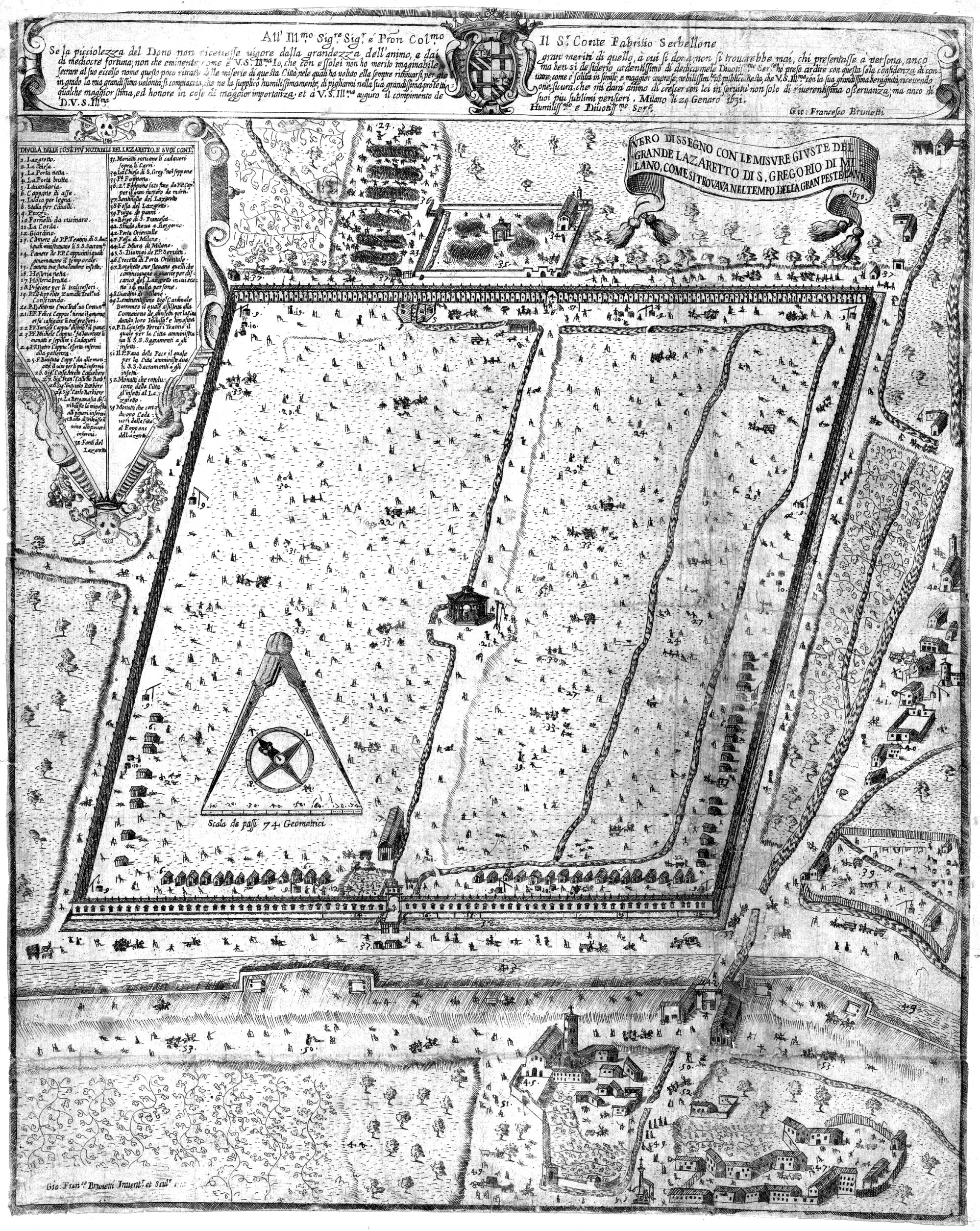
Il lazzaretto durante la peste del 1630

L'insorgere di nuove pestilenze rese necessario l'utilizzo del recinto: tra il 1513 e il 1516 il lazzaretto ospitò più di duecento persone all'anno tra infermi e sospetti. Seguirono la peste del 1524 e quella del 1576 che resero necessaria la costruzione di capanne all'interno e all'esterno del recinto per poter ospitare il gran numero di infermi. Alla fine del Cinquecento, in assenza di epidemie, il terreno fu nuovamente affittato e alcune camere furono murate.

### La peste del 1630
Nel 1629, a causa della carestia nel Ducato di Milano, più di 3500 poveri furono raccolti nel lazzaretto per essere aiutati con viveri e il loro numero, secondo il Tadino, giunse a 9715; il sovraffollamento portò ad una epidemia nel lazzaretto provocando tra 70 e 110 morti al giorno. Il lazzaretto fu chiuso e i poveri che apparivano sani tornarono a casa, ma il contagio si diffuse brevemente in città e prima di settembre morirono circa 8500 persone.
Con il diffondersi in città della peste del 1630, il lazzaretto fu riaperto e organizzato.
- Lato meridionale (verso la città), a destra c'erano le camere dei sospetti con cinque prigioni per i disobbedienti e malfattori; a sinistra una camera per il custode, una per un addetto ai pagamenti e 32 camere per gli ufficiali
- Lato orientale, le camere degli infetti con camere per il barbiere e per i monatti brutti (si occupavano delle sepolture)
- Lato settentrionale, entrando dalla porta nord, a destra le purgatrici, depositi di beni da restituire e le camere delle donne sospette; a sinistra depositi per i beni infetti, le monatte brutte e una barbiera.
- Lato occidentale, le camere non erano utilizzabili perché lasciate incomplete al momento della costruzione (mancava anche parte del portico).

L'aspetto del lazzaretto durante la peste è riportato in una stampa del 29 gennaio 1631 realizzata da Giovanni Francesco Brunetti, che passò un periodo nel lazzaretto e sopravvisse. Le didascalie della stampa descrivono luoghi e avvenimenti all'interno e all'esterno del recinto.
1. Lazaretto
2. La chiesa (al centro)
3. La porta netta (ingresso dalla città)
4. La porta brutta (verso la chiesa di S. Gregorio)
5. Lavandaria
6. Cappane di asse (a sud)
7. Luoco per legna
8. Stalla per cavalli
9. Pozzi (11 pozzi lungo il portico)
10. Fornelli da cucinare
11. La corda
12. Giardino
13. Camere de Padri Teatini di S. Antonio li quali ministravano li Ss. Sacramenti
14. Camere de Cappucini i quali governavano il temporale
15. Camera ove stava l'auttore infetto
16. Hosteria netta
17. Hasteria brutta
18. Prigione per li trasgressori
19. Padre d. Hippolito Zumalli teatino va confessando
20. Padre d. Antonio Croce teatino va comunicando
21. Padre f. Felice cappucino tiene il governo et fa castigare li trasgressori
22. Padre f. Tomaso cappucino distribuisce il pane
23. Padre f. Michele cappucino fa lavorare li monatti e sepelire i cadaveri
24. Padre f. Pietro cappucino essorta infermi alla patienza
25. F. Bonifatio cappucino da alle monatte il vito per li poveri infermi
26. Sig. Carlo Airolo cancelliere
27. Sig. Francesco Castello barbiere
28. Sig. Giacinto barbiere
29. Sig. Carlo barbiere
30. La Bergamasca distribuisce la minestra alli poveri infermi
31. Battista distribuisce il vino ai poveri infermi
32. Fanti del lazaretto
33. Monatti caricano li cadaveri sopra li carri
34. La chiesa di San Gregorio nel Foppone
35. Primo foppone
36. Secondo foppone fatto dare dalli Padri cappucini per il gran numero de morti
37. Sentinelle del lazaretto
38. Fossa del lazaretto
39. Purga de panni
40. Borgo di San Francesco
41. Strada che va a Bergamo
42. Porta Orientale
43. Fossa di Milano
44. Le mura di Milano
45. San Dionigi dei Padri Servitti
46. Crocetta di Porta Orientale
47. Borghetto dove stavano quelli che cominciavano a guarire per discarico del lazaretto in cui erano 14 milla persone
48. Giardini di Milano
49. L'eminentissimo signor cardinale Borromeo il quale assisteva alla comunione de gl'infetti per la città dando loro indulgenze e limosina
50. Padre d. Gioseffo Ferrari teatino il quale per la città amministrava li Ss. Sagramenti a gli infetti
51. Il Padre Fava della Pace il quale per la città amministrava li Ss. Sacramenti a gli infetti
52. Monatti che conducono dalla città gl'infetti al lazaretto
53. Monatti che conducono cadaveri dalla città al Foppone del lazaretto

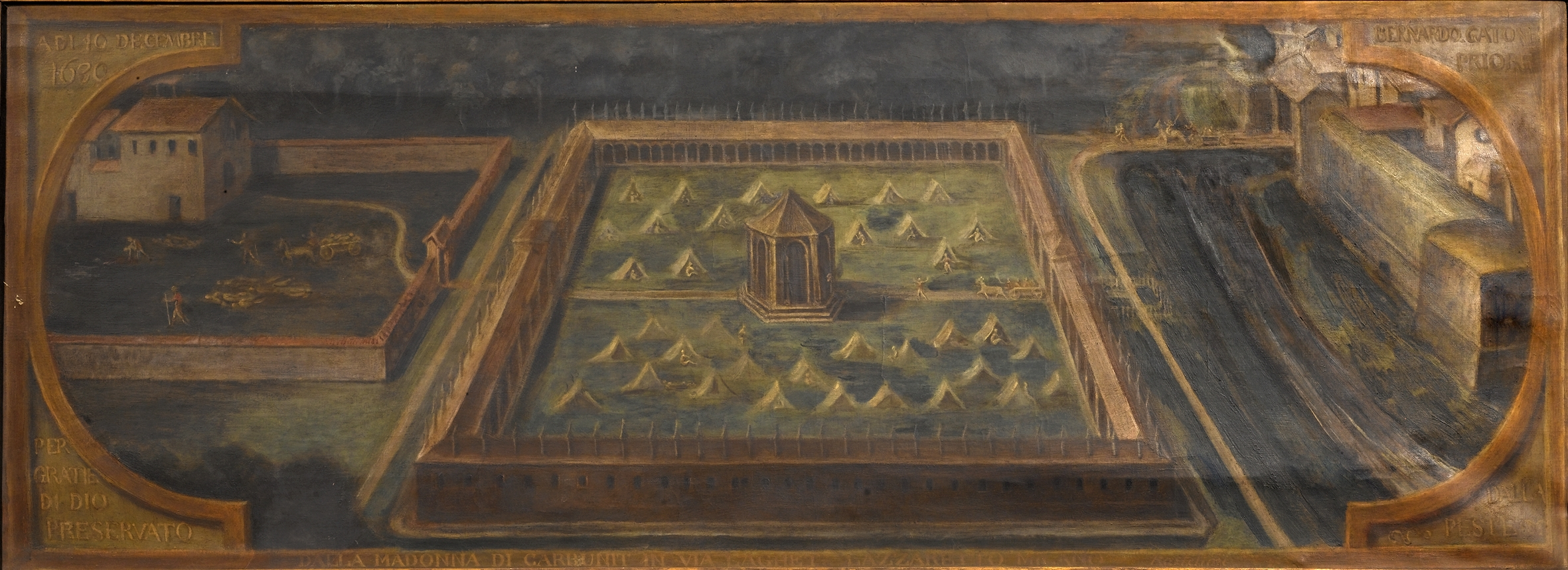
Rappresentazione del lazzaretto nel 1630

Il lazzaretto all'epoca della peste del 1630 è raffigurato anche in una tela presente in via Laghetto a Milano; si tratta di un ex voto di Bernardo Catone, priore del paratico dei carbonai, per essere stato preservato dalla peste. La parte superiore raffigura la Madonna con manto aperto sostenuto da due angeli; di fronte san Sebastiano, san Carlo e san Rocco; in basso a destra è raffigurato il profilo del committente.
La veduta prospettica posta nella parte inferiore mostra il lazzaretto dal lato occidentale, con a destra le mura di Milano e a sinistra la chiesa di San Gregorio e il foppone per le sepolture. La veduta mostra 36 tende all'interno del recinto.
L'iscrizione attorno al riquadro è divisa in cinque parti, quattro nelle decorazioni agli angoli e la quinta in basso sulla falsa cornice.
L'utilizzo di tende per il ricovero degli appestati è raffigurato anche nel quadro La comunione dell'appestato di Antonio Maria Ruggeri, realizzato alla fine del XVII secolo.

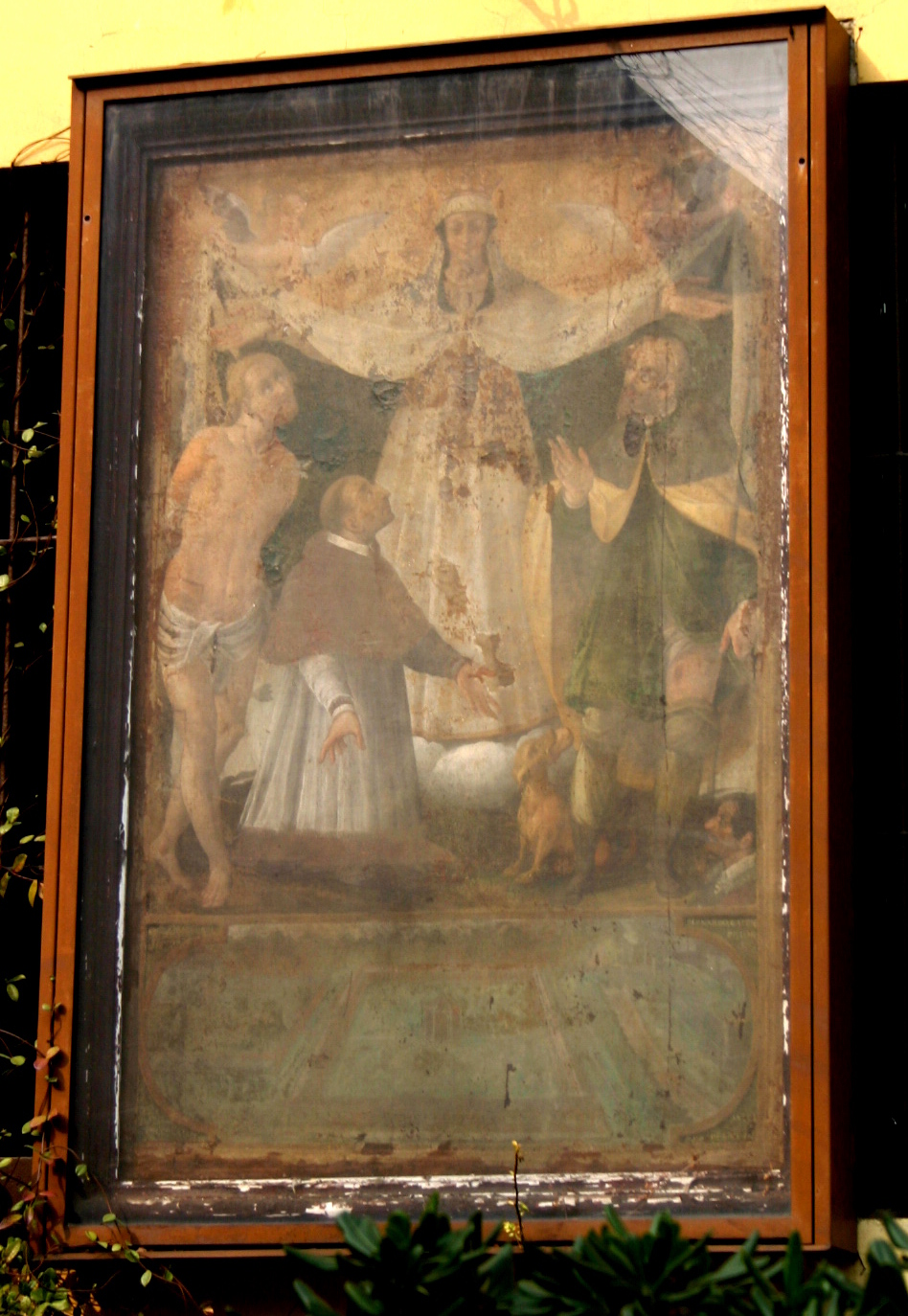
La Madonna del Laghetto
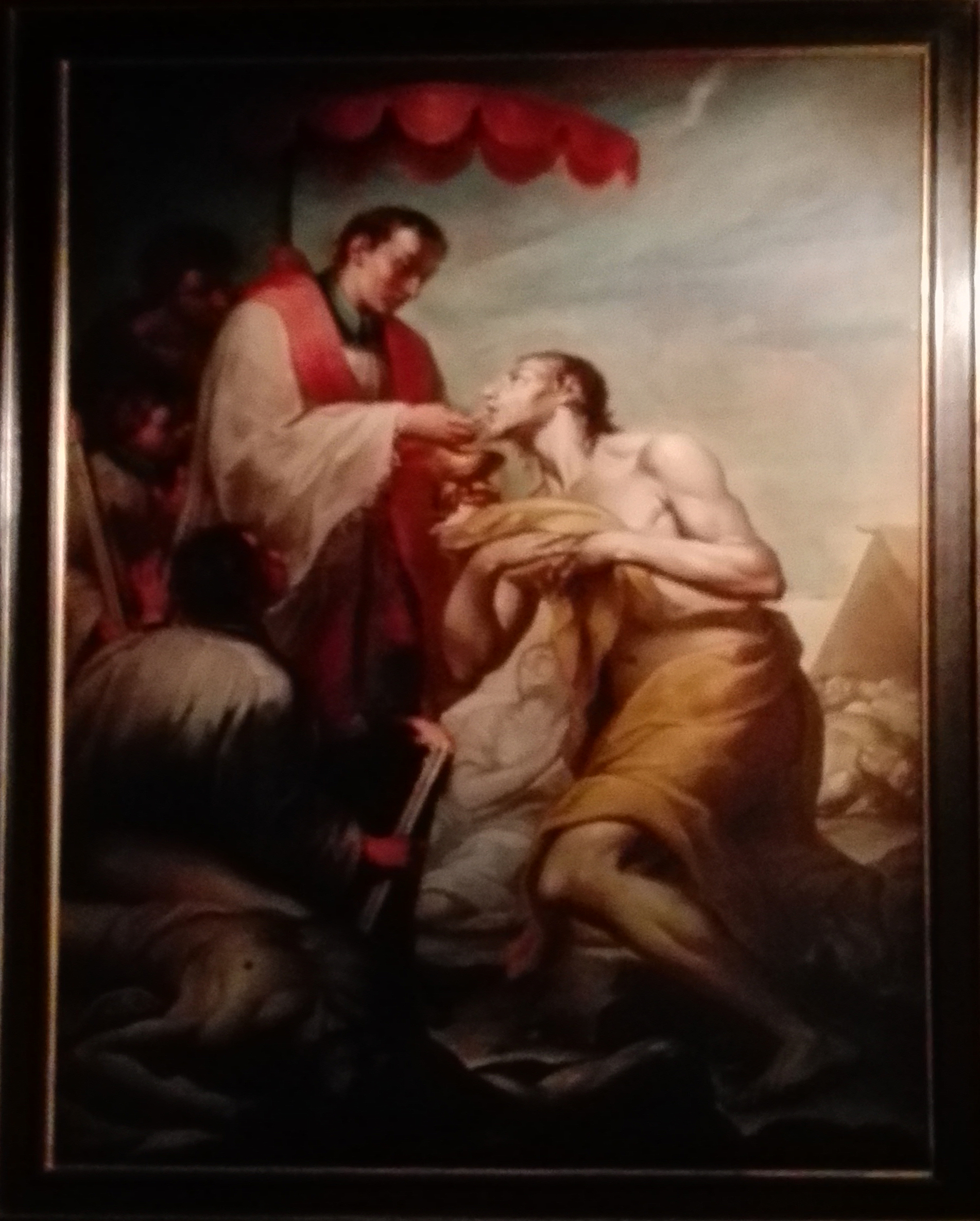
Antonio Maria Ruggeri, La comunione dell'appestato

## La dismissione e la demolizione

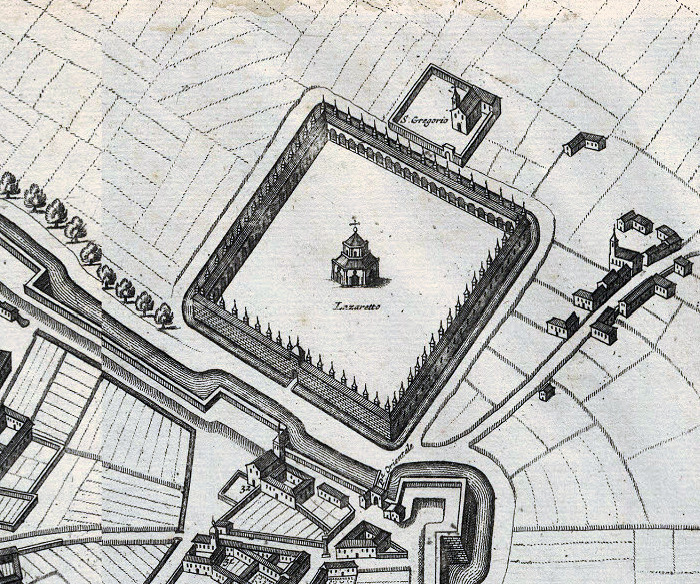
Il lazzaretto nel 1704

Terminate le pestilenze nel 1632, si attuò una disinfezione e il lazzaretto fu reso all'Ospedale Maggiore.
Nel periodo successivo la struttura fu utilizzata principalmente per scopi militari e subì vari danneggiamenti e alterazioni. Iniziò anche una serie di adattamenti per scopi diversi: nel 1780 divenne sede della Scuola di veterinaria e delle guardia daziarie; nel 1790 varie camere vennero adattate come case di lavoro per i poveri.

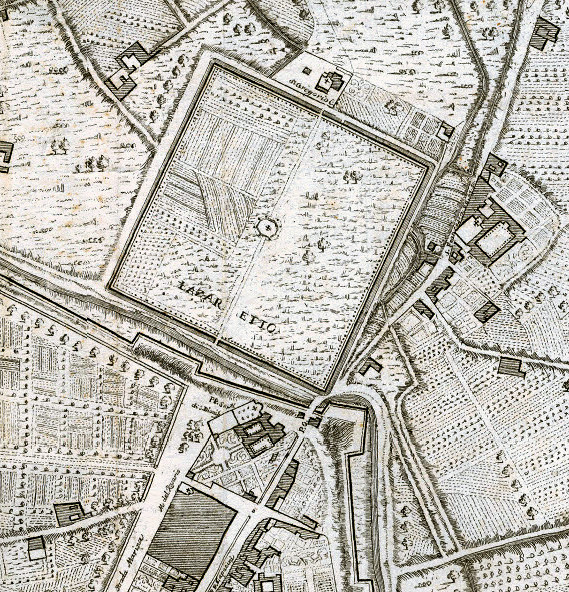
Il lazzaretto nel 1734
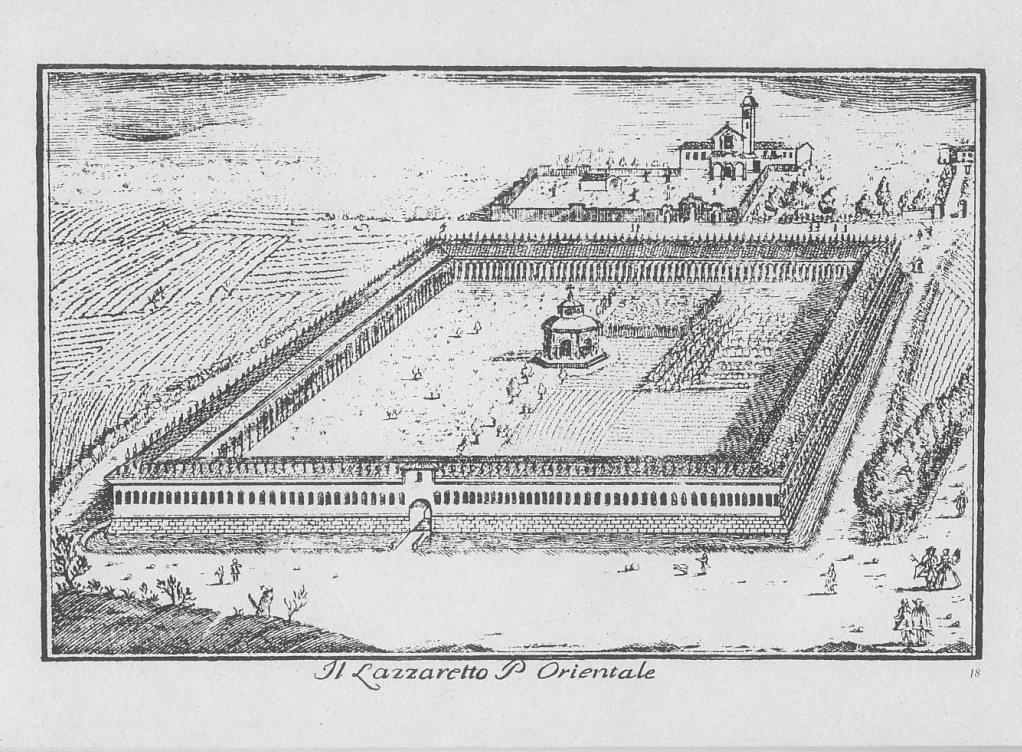
Veduta del lazzaretto nella prima metà del Settecento

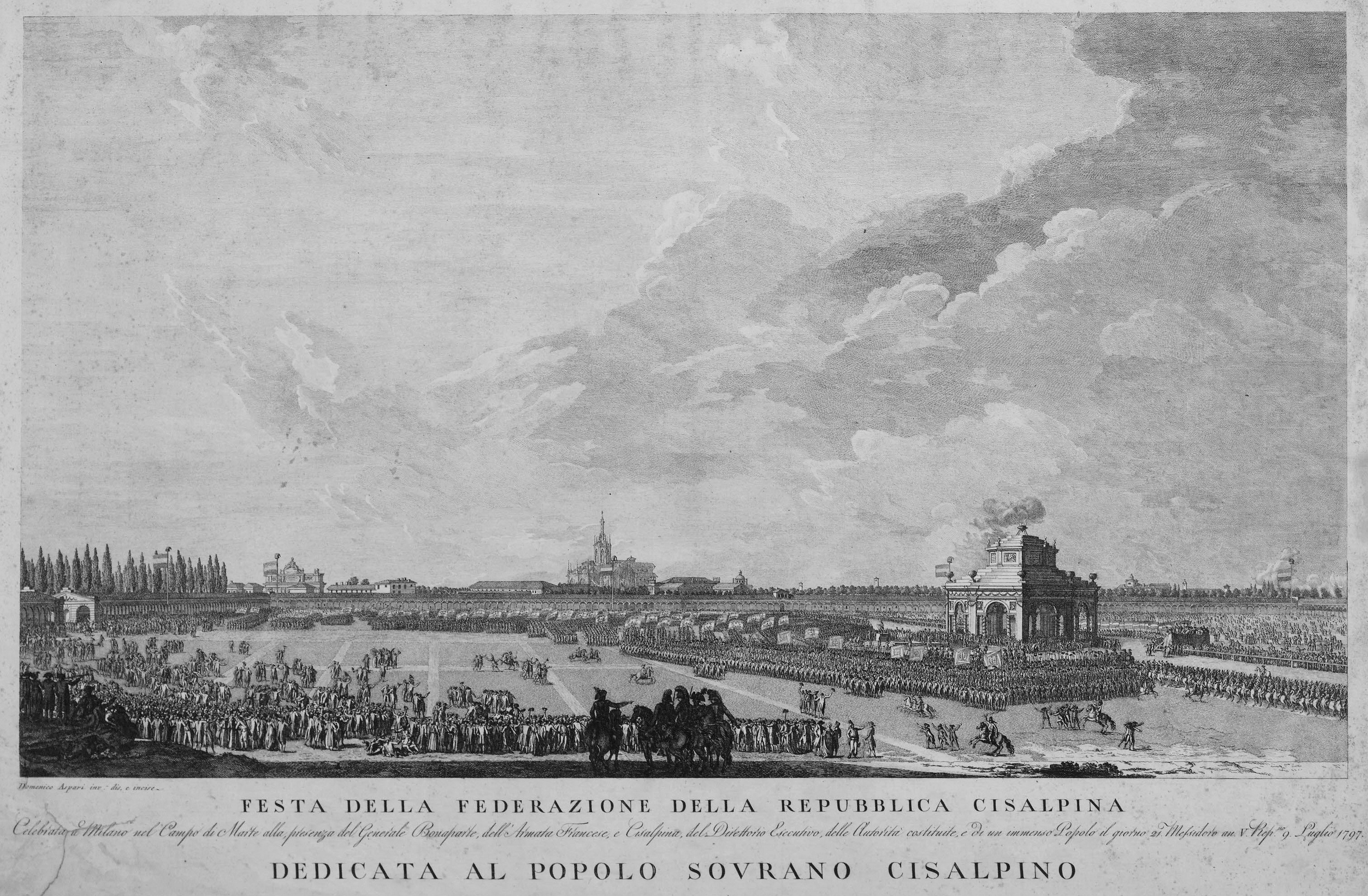
Festa della Federazione della Repubblica Cisalpina (9 luglio 1797)

Nel 1797 il lazzaretto fu espropriato da Napoleone per l'Amministrazione Generale della Lombardia. Il 9 luglio dello stesso anno, in occasione della festa della Repubblica, venne ribattezzato Campo della Federazione e fu operata una prima manomissione dell'edificio con la creazione di ventidue aperture verso l'esterno per permettere l'accesso della popolazione durante la festa e con la distruzione di tre camere per il passaggio delle truppe.
(I promessi sposi, cap. XXVIII)
Lo spazio interno fu utilizzato per alcuni festeggiamenti ancora nel 1798, ma le decorazioni furono distrutte nel maggio del 1799 quando vennero accampate le truppe dei russi e cosacchi. Con il ritorno francese nel 1800 l'area mantenne un uso militare.
Nel 1812 tornò di proprietà dell'Ospedale Maggiore, che cercò di venderlo, ma l'asta andò deserta. Con la crescita della popolazione della città, la struttura fu sempre più abitata e nel 1840 il fossato esterno fu coperto, permettendo la realizzazione di botteghe aperte sulla strada.
Alcuni locali vennero affittati dall'Ospedale Maggiore a ferrovieri, ortolani, artigiani, venditori, ambulanti, lavandai, maniscalchi e fabbricanti di ghiaccio.
Nel 1861 la parte settentrionale venne tagliata dal viadotto ferroviario che portava alla vecchia stazione centrale di Milano e il cui tracciato corrispondeva all'odierno viale Tunisia.

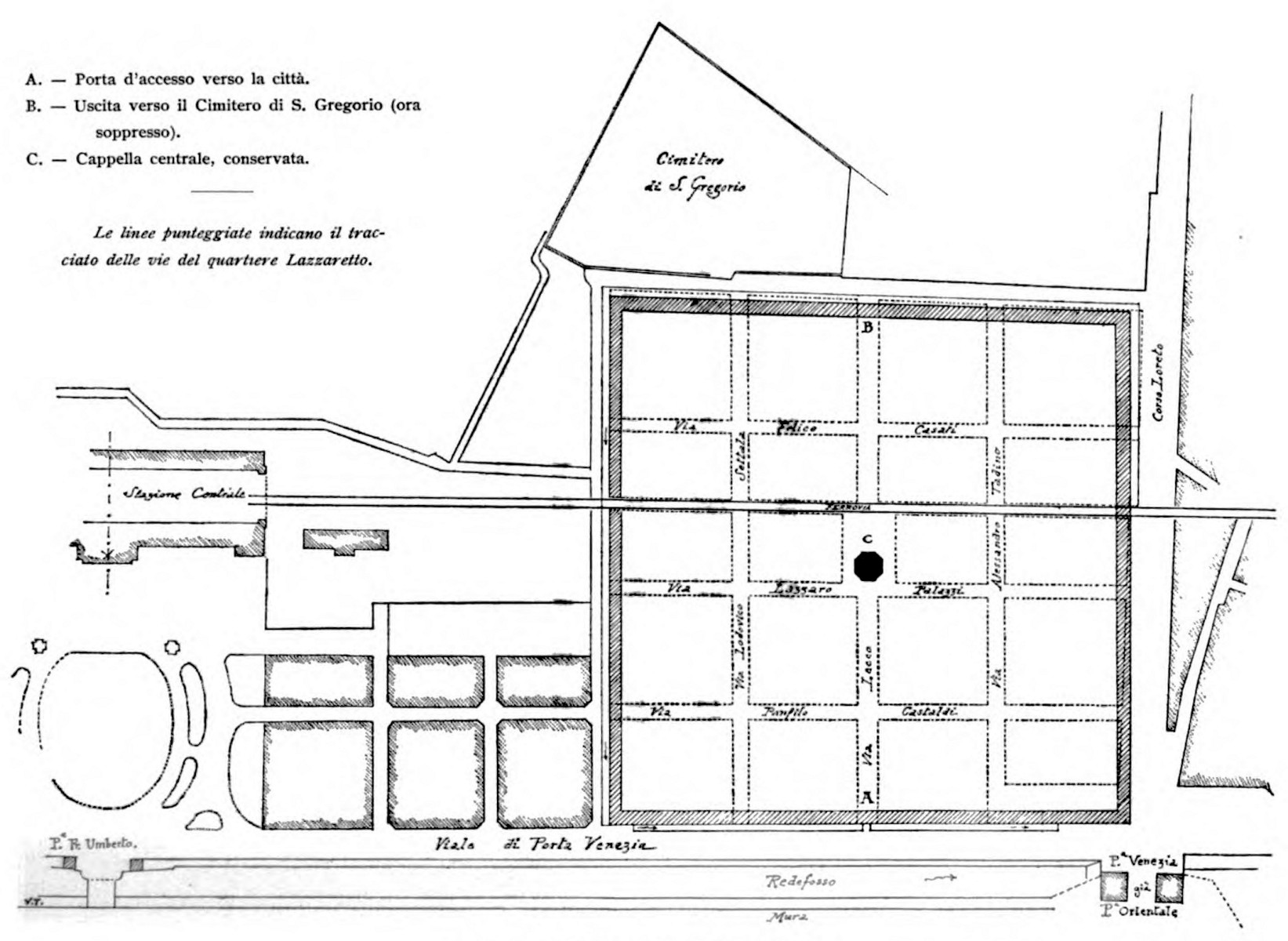
Planimetria del Lazzaretto alla fine dell'Ottocento

Il 28 aprile 1881 il complesso venne acquistato all'asta dalla Banca di Credito Italiano per 1.803.690 lire e lottizzato per l'edificazione di nuovi edifici popolari.
Con l'approvazione del piano regolatore per la zona, nella primavera del 1882 iniziò la demolizione.

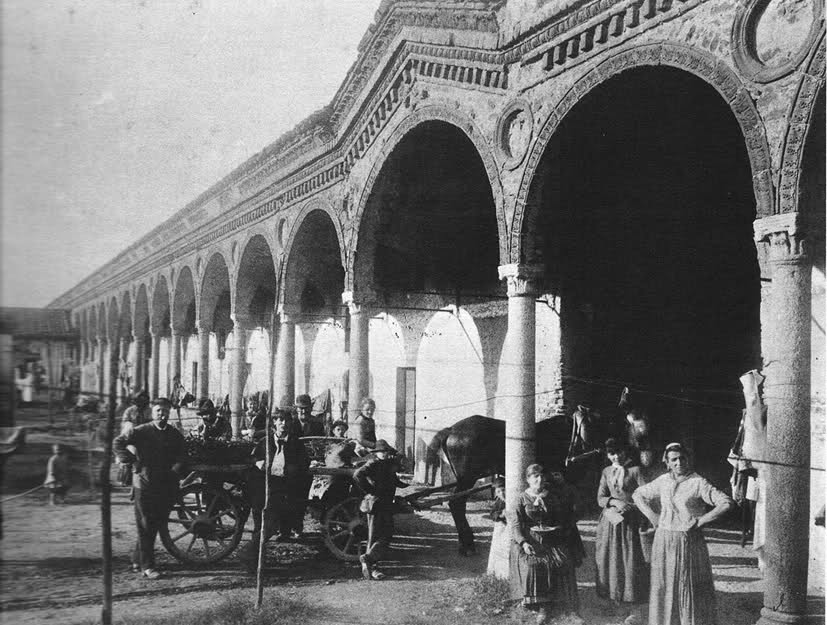
Il Lazzaretto, quando ancora era abitato
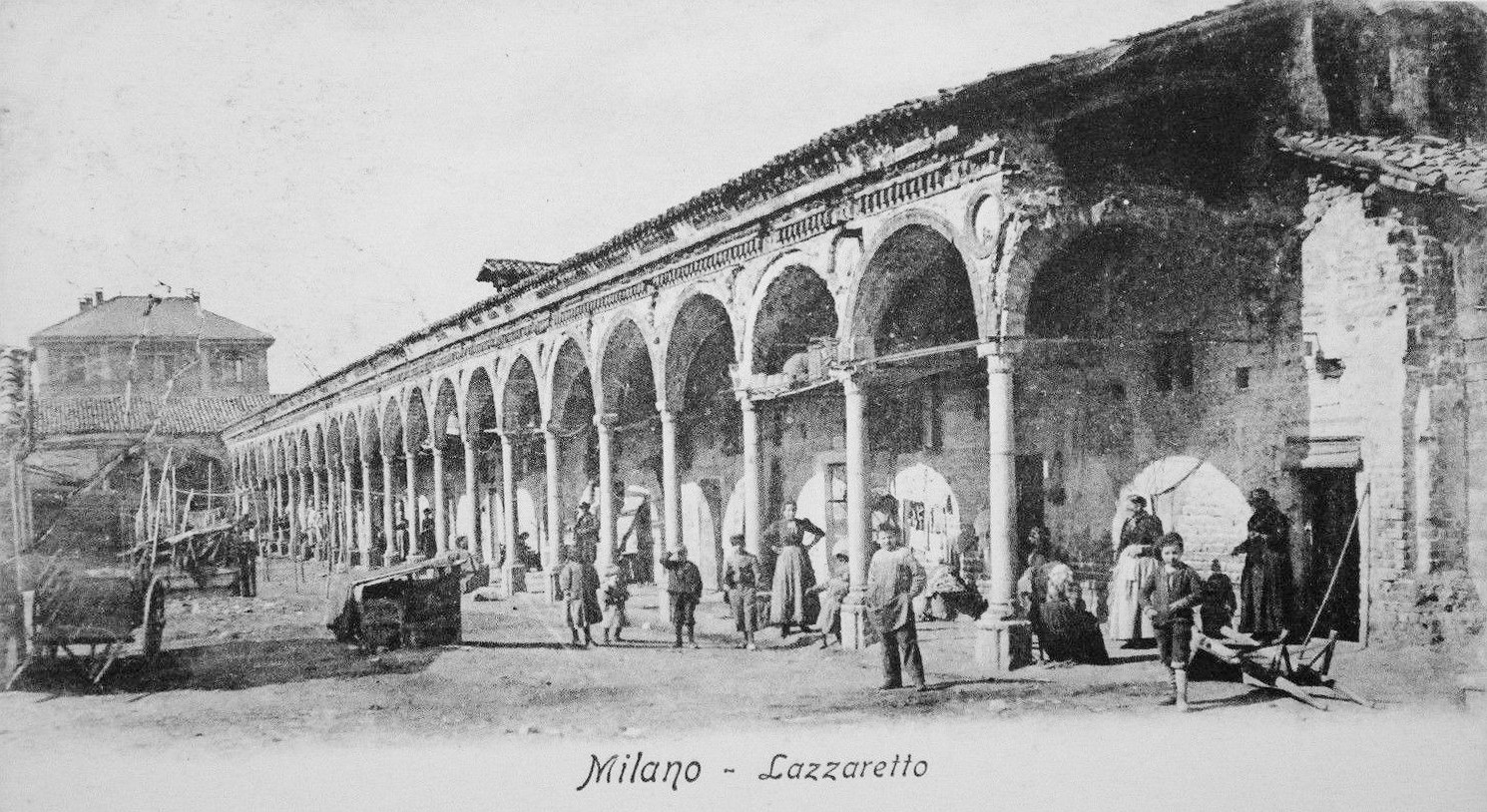
Resti del Lazzaretto
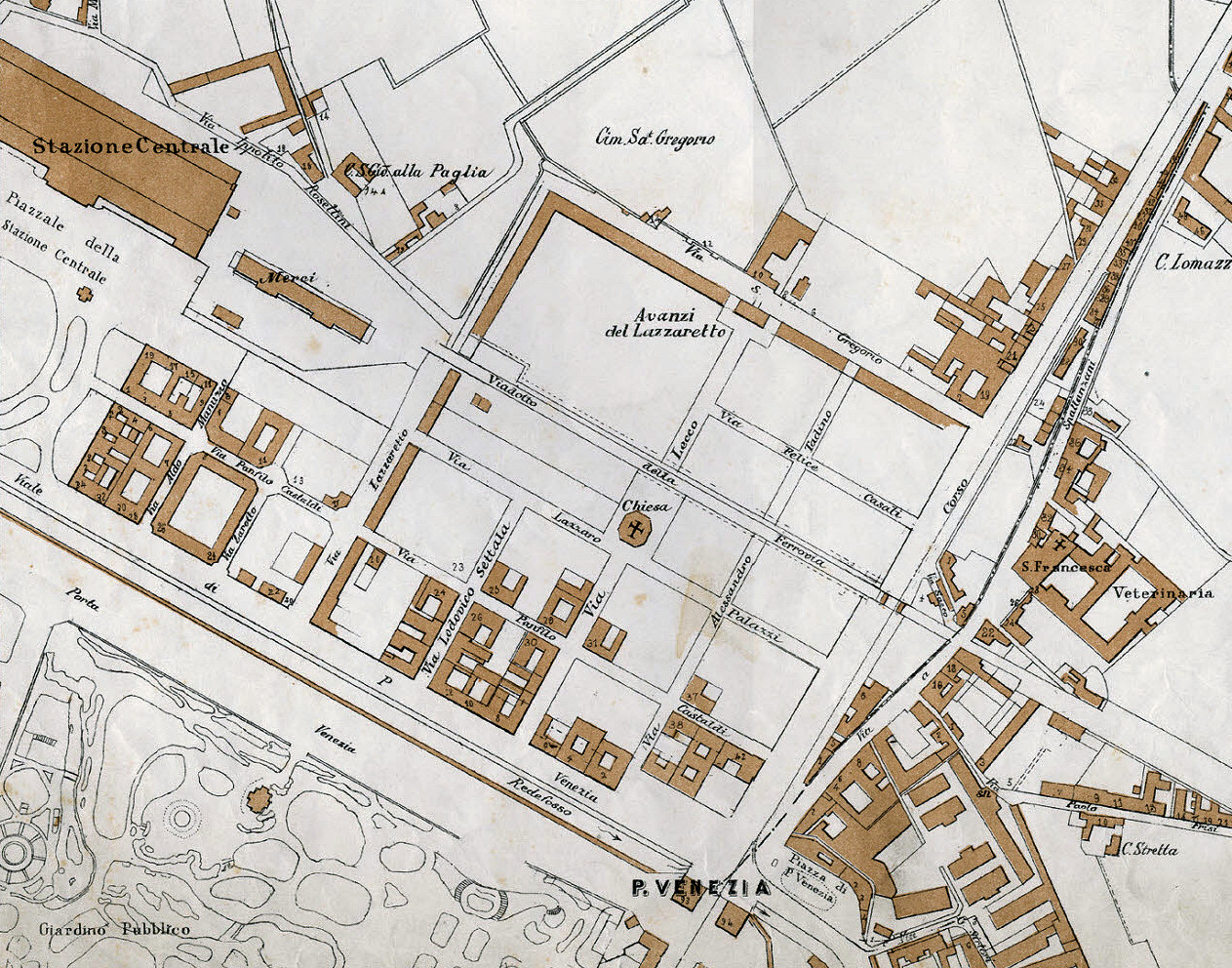
Planimetria degli avanzi del lazzaretto nel 1884

## Le parti superstiti

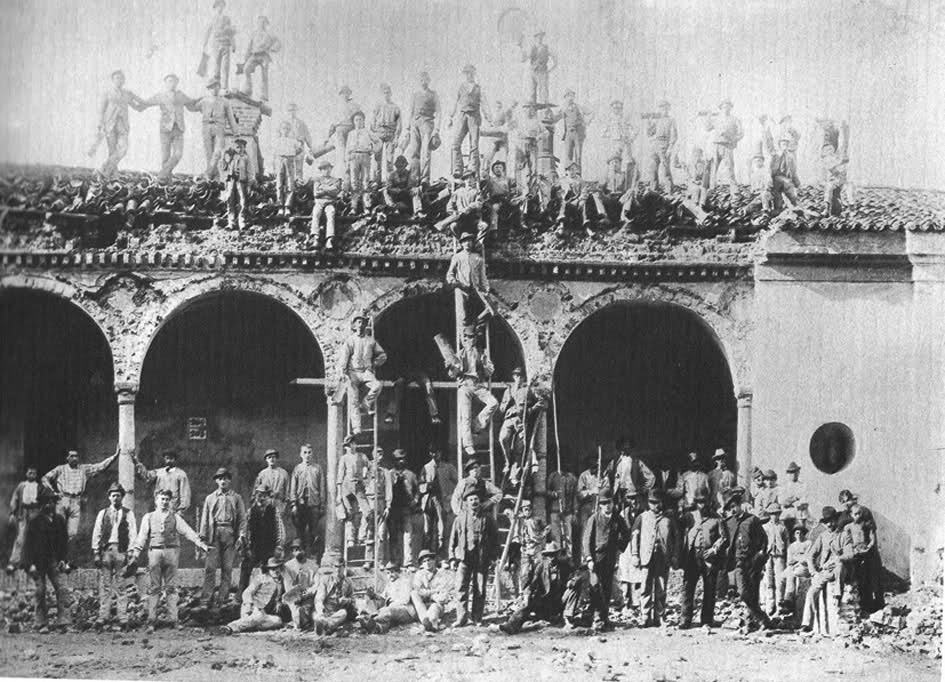
Il Lazzaretto, durante le fasi di demolizione (1882-1890)

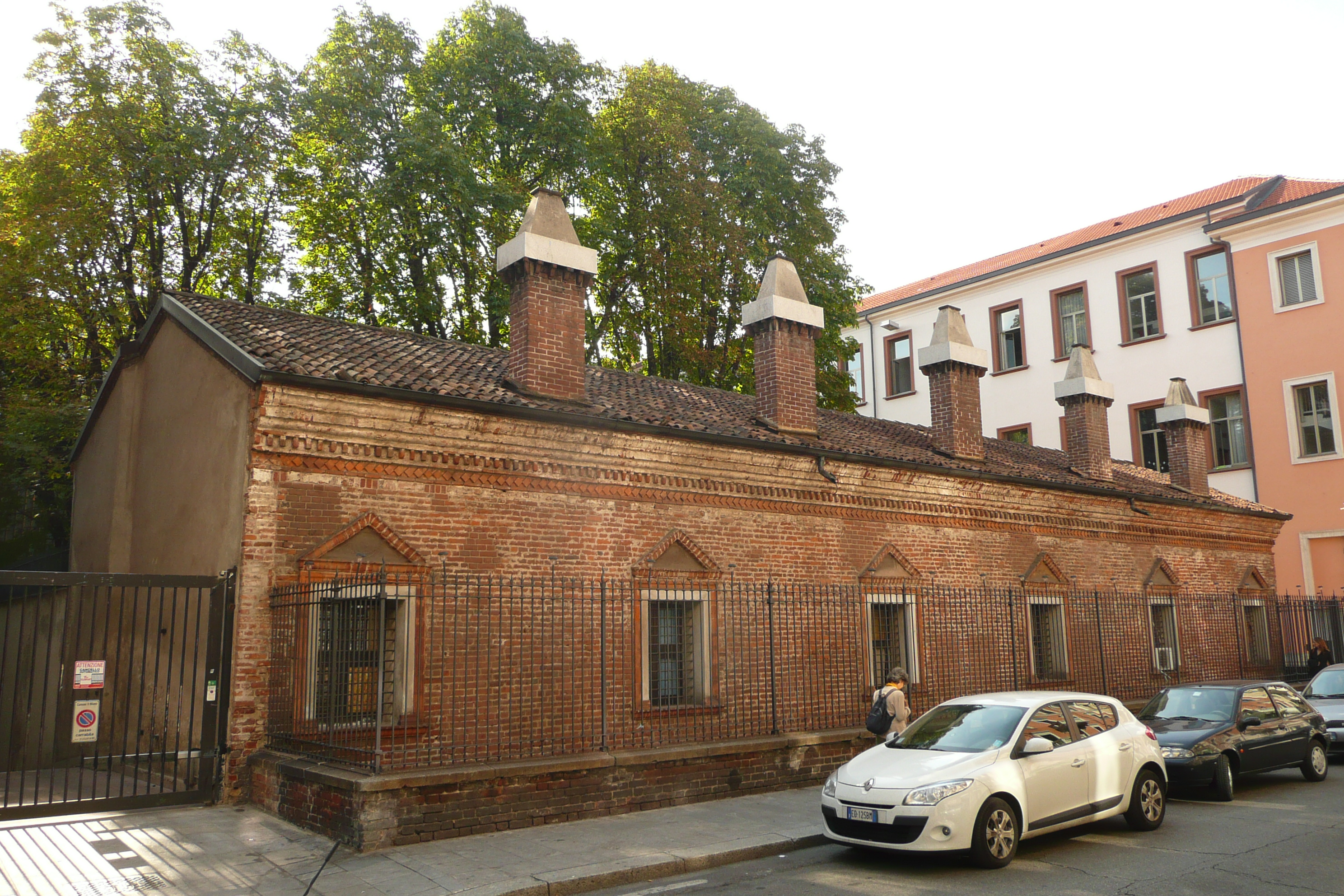
Porzione superstite del Lazzaretto in via San Gregorio 5

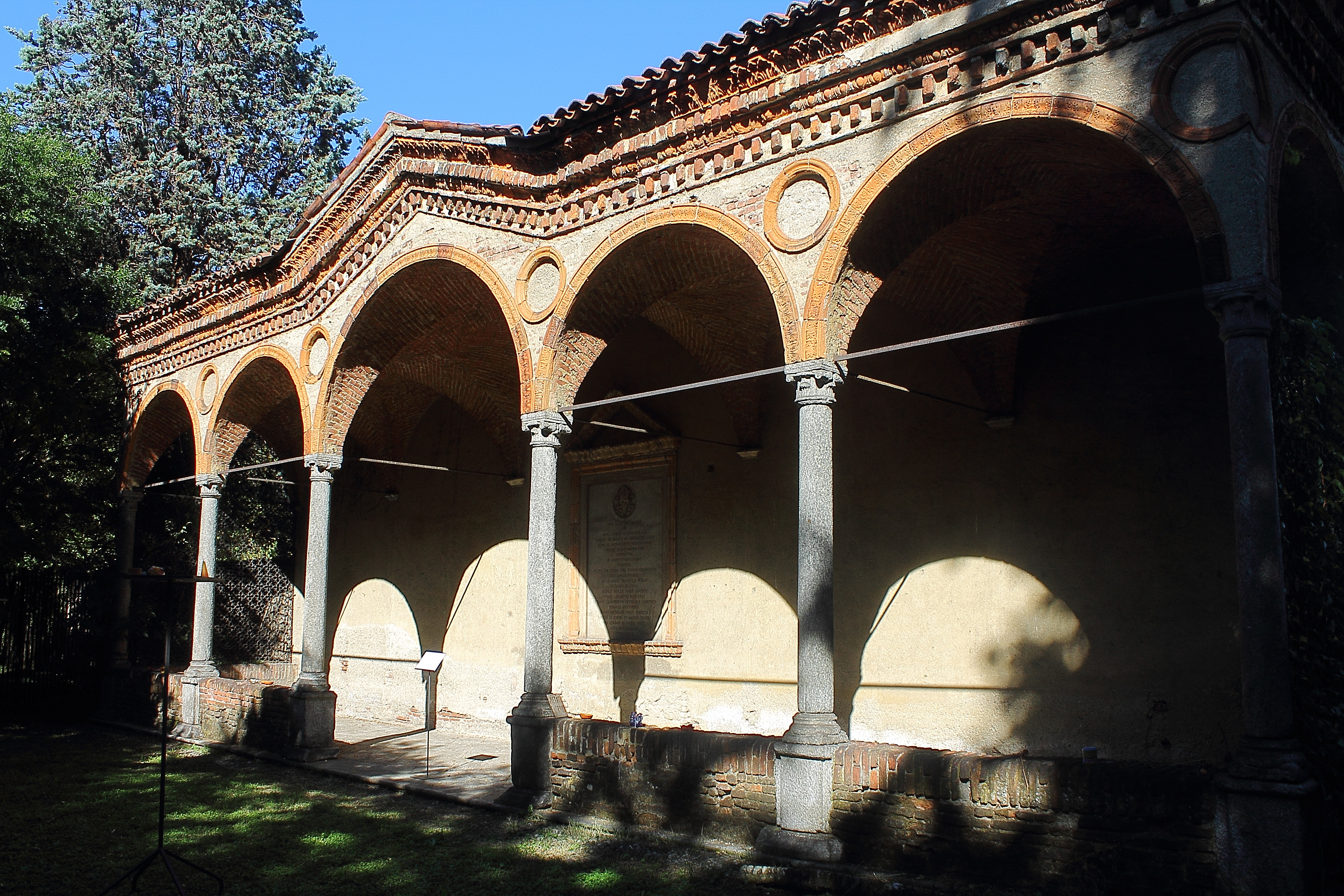
Resti del portico corrispondente alla porta di San Gregorio (Villa Bagatti Valsecchi a Varedo)

Al momento della vendita nel 1880 il governo richiese il rilievo della struttura e la conservazione di una piccola porzione del fabbricato.
Inizialmente era prevista la conservazione della porta di San Gregorio (porta nord verso utilizzata per il trasporto dei morti ai luoghi di sepoltura). Però a causa della mancanza della decorazione originaria nel tratto esterno della muratura, si decise di conservare un altro tratto già acquistato dal comune, oggi in via San Gregorio.
L'edificio (al numero 5 della via) dal 1974 è stato concesso alla Chiesa ortodossa greca dell'Antico Calendario e comprende un tratto corrispondente a poco più di cinque stanze originarie, con sei finestre e con cinque fumaioli. Sul lato dell'edificio opposto alla strada si conserva un tratto del portico con dieci arcate su undici colonne. È presente anche una lapide: "O viandante, il passo trattieni ma non il pianto".
Altra parte della muratura si trova all'interno del vicino edificio che ospita l'Istituto Comprensivo Galvani, risalente al 1890.
La parte del porticato interno corrispondente della porta di San Gregorio fu ricostruita dalla famiglia Bagatti-Valsecchi nella propria villa di Varedo.
Sono segnalati anche altri riutilizzi di parti del porticato.
- Milano, Palazzo Luraschi (corso Buenos Aires 1), sorto sui vecchi terreni del lazzaretto
- Milano, Palazzo Bagatti-Valsecchi (via Santo Spirito 10)
- Bellagio, Villa Melzi d'Eril
- Senago, atrio (non più esistente) della Villa Borromeo
- Oreno, tomba della famiglia Borromeo
- Varedo, casa parrocchiale e scuola materna
- Sacro Monte di Varese, casa di Lodovico Pogliaghi ed ex albergo Colonne-Camponovo.

## La chiesa di San Carlo al Lazzaretto

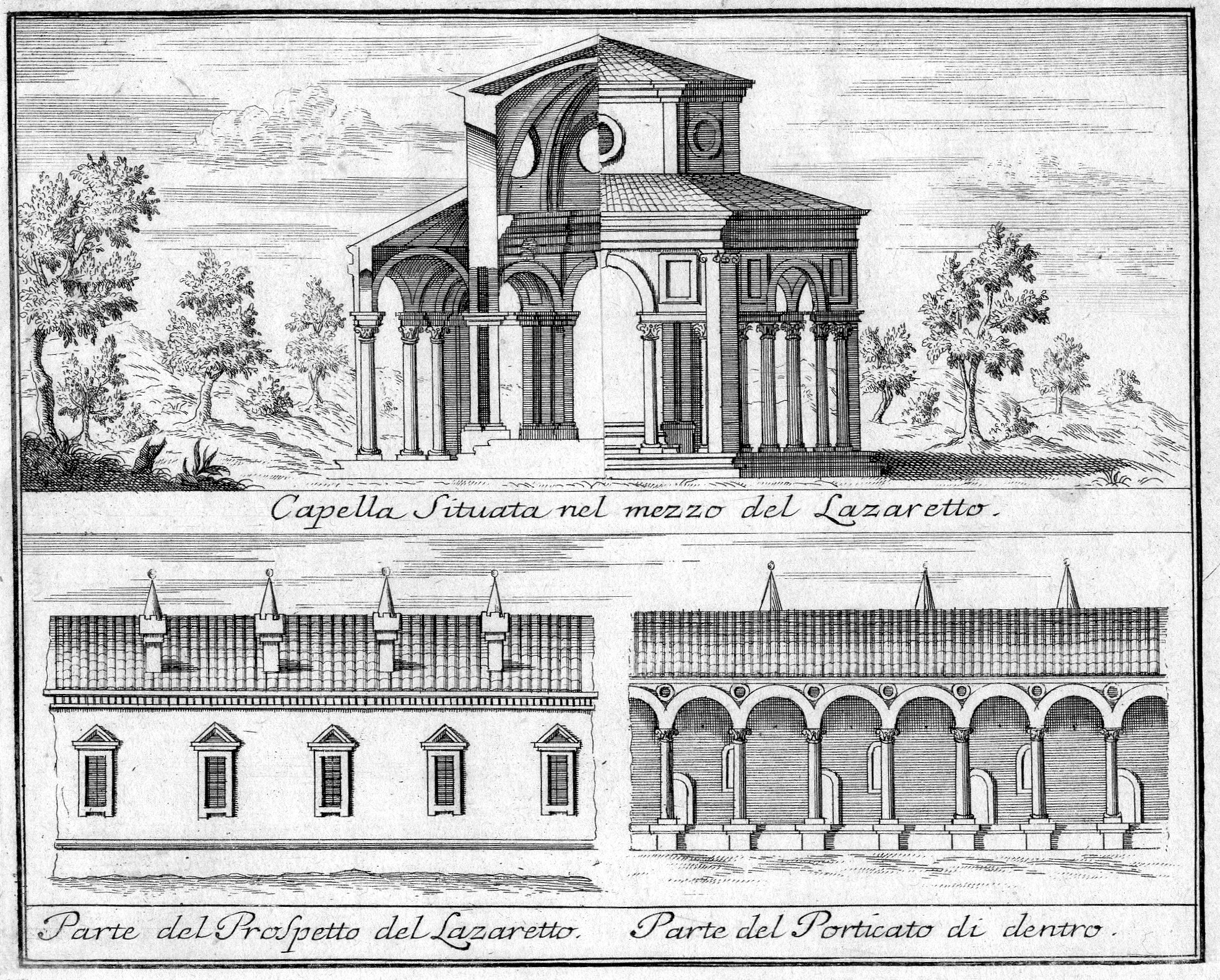
La cappella nel 1737

Fin dalla costruzione, al centro del complesso sorgeva un altare coperto, dove venivano officiate le celebrazioni. La cappella era inizialmente dedicata a Santa Maria della Sanità.
Dopo l'epidemia del 1576, nel 1580 il cardinale Carlo Borromeo incaricò Pellegrino Tibaldi di progettare un edificio più funzionale. Il progetto a pianta ottagonale a simmetria centrale, pur contrario a quanto definito dalla Controriforma, fu approvato e la costruzione iniziò nel 1585.
Nel 1797, dopo l'arrivo di Napoleone, l'altare centrale venne rimosso da Giuseppe Piermarini
e sostituito da una statua della Libertà, trasformando la costruzione in un "Altare della Patria"; in occasione di festività sulla sommità fu posto un tripode per bruciare incenso.
Nel 1844 la chiesa sconsacrata, che aveva già ricevuto la muratura delle pareti, venne adibita a fienile.
In occasione dell'abbattimento del lazzaretto venne conservata intatta anche la chiesetta. Fu acquistata dal parroco della Chiesa di Santa Francesca Romana attraverso una pubblica sottoscrizione, ristrutturata e riconsacrata; fu riaperta al culto nel 1884 con il titolo di San Carlo.

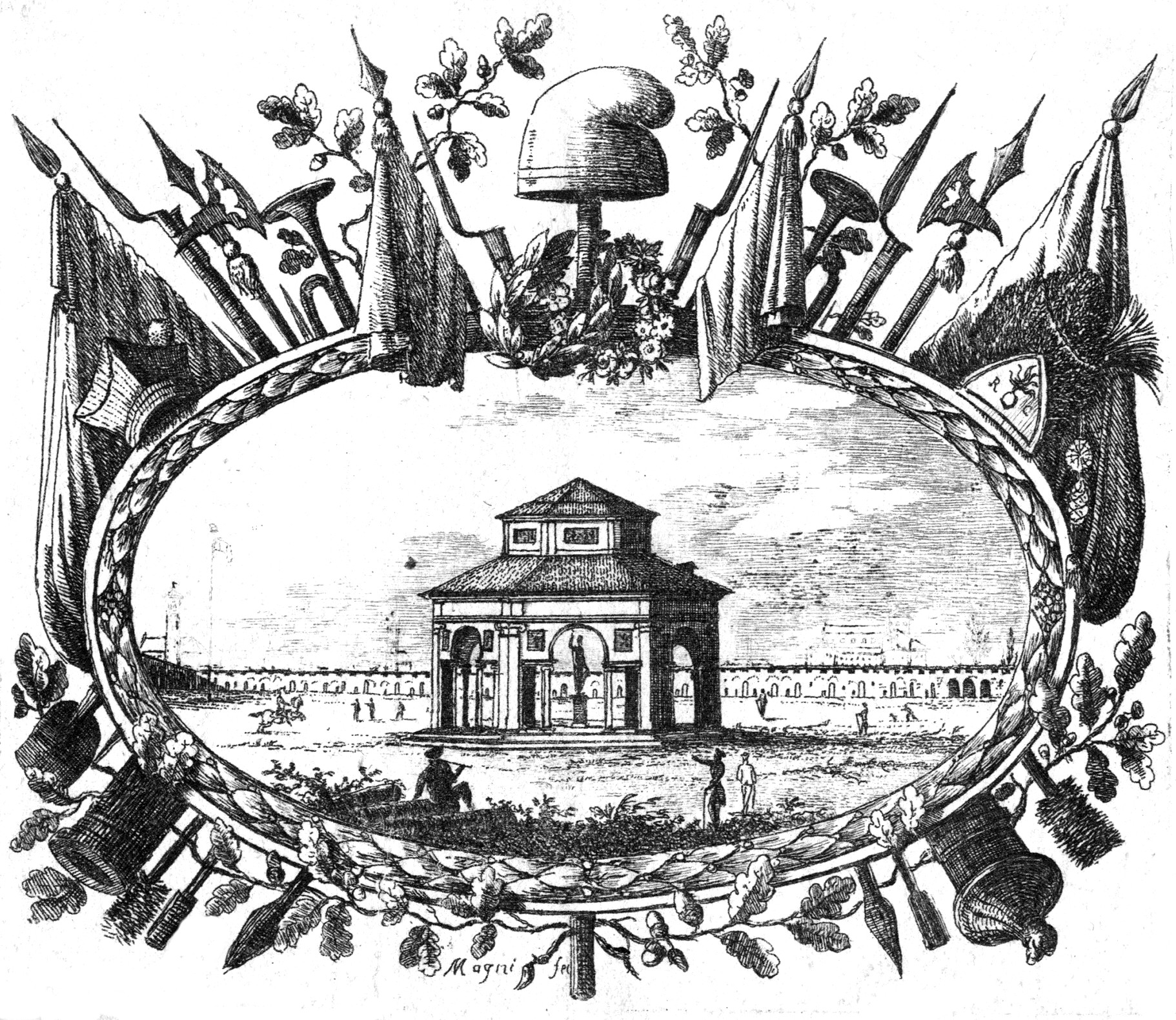
Altare della Patria nel 1797
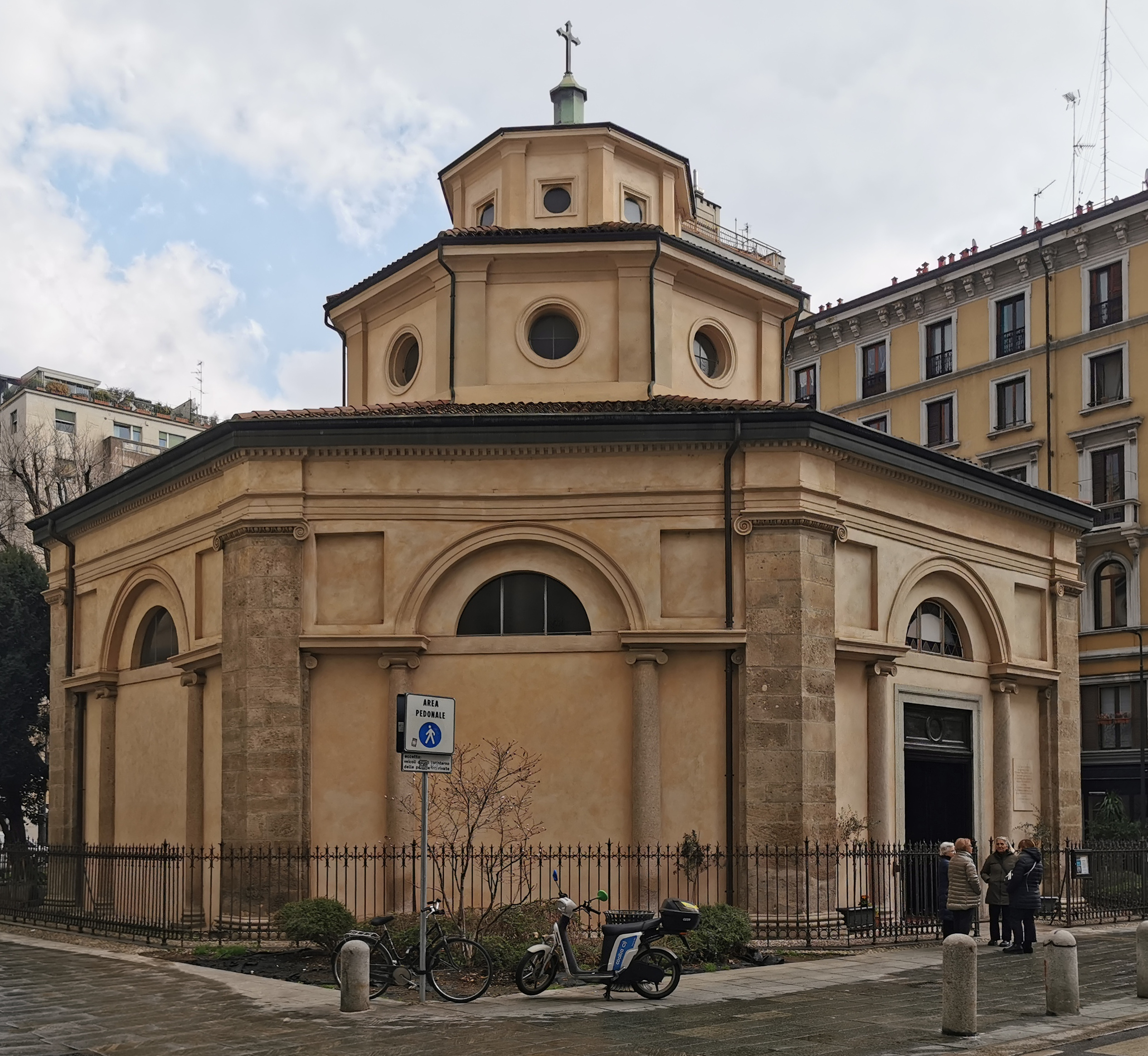
La chiesa oggi